# Glamour Boys
Glamour Boys is een nummer van de Amerikaanse rockband Living Colour uit 1989. Het is de derde single van hun debuutalbum Vivid.
Het nummer gaat, zoals de titel al doet vermoeden, over bevoorrechte rijke jongens die geobsedeerd zijn door glamour; met onder andere de dure kleding en feestjes die daarbij horen. Mick Jagger heeft de plaat voor de band geproduceerd. "Glamour Boys" werd een bescheiden in de Verenigde Staten, het Verenigd Koninkrijk, Nieuw-Zeeland en Nederland. In de Amerikaanse Billboard Hot 100 bereikte het de 31e positie, en in de Nederlandse Top 40 de 29e.

## Tracklijst

### 12" single
UK 1
1. "Glamour Boys" - 3:40
2. "Which Way To America?" - 3:40
3. "The Rap Track" - 7:41
4. "Middleman" - 3:46

UK 2
1. "Glamour Boys" - 3:40
2. "Cult Of Personality" (Live) - 4:54
3. "Memories Can't Wait" - 4:31

### 7" single
UK 1
1. "Glamour Boys" - 3:40
2. "Which Way To America?" - 3:40

UK 2
1. "Glamour Boys" (Remix) - 3:40
2. "Cult Of Personality" (Live) - 4:54

### Cd-single
Single
1. "Glamour Boys" - 3:40
2. "Which Way To America?" - 3:40
3. "The Rap Track" (conversation with Living Colour) - 7:41
4. "Middleman" - 3:46

Maxi-single
1. "Glamour Boys" (Remix) - 3:40
2. "Middleman" (Live) - 3:52
3. "Cult Of Personality" (Live) - 4:54
4. "Open Letter (To a Landlord)" - 5:33